# Amphistomus speculatus
Amphistomus speculatus är en skalbaggsart som beskrevs av Gillet 1927. Amphistomus speculatus ingår i släktet Amphistomus och familjen bladhorningar. Inga underarter finns listade i Catalogue of Life.